# Bohème - Künstlerliebe
Bohème - Künstlerliebe er en tysk stumfilm fra 1923 af Gennaro Righelli.

## Medvirkende
- Maria Jacobini som Mimi
- Elena Lunda som Musette
- Walter Janssen som Rudolphe
- William Dieterle som Marcel
- Luigi Serventi som Vicomte Paul
- Uschi Elleot som Euphemie
- Julius Brandt som Schaunard